# Ambulyx naessigi
Ambulyx naessigi là một loài bướm đêm thuộc họ Sphingidae. Loài này có ở Moluccas.